# Rei-Imperador
Um rei-imperador (versão feminina: rainha-imperatriz) é um soberano reinante e imperante que é simultaneamente um rei de algum território e imperador de outro. Esse título comumente resulta da fusão entre uma coroa real e uma imperial (como no Império Austro-Húngaro), mas reconhece que os dois territórios são diferentes dos pontos de vista político e cultural e em status (um imperador sendo mais superior do que o rei). O título também denota que o status imperial do rei através da aquisição de um império e vice-versa.
Um exemplo do uso mais típico desse título dual (em culturas ocidentais) foi quando, em 1867, o multi-nacional Império Austríaco, mas reinado por austríacos-germânicos, enfrentando o crescente nacionalismo, assistiu uma reforma que deu direitos nominais e efetivos para a nobreza húngara culminando na revitalização da Áustria anexada ao Reino da Hungria e para isso criando o Estado de união dual monárquica da Áustria-Hungria e o título dual de rei-imperador.